# L'enfant terrible
L'enfant terrible ([ɑ̃ˈfɑ̃ː tɛˈʀiːbl̩], срещано на български език и като анфан терибл или анфан терибъл, буквално трудно дете) е френски израз за до болка прямо дете, често казващо засрамващо възрастните, най-често родителите си, неща. Изразът е придобил значение на неправолинеен човек, успял в изкуството (литература, мода, музика и прочее), който фрапира с действията си и често е разглеждан като бунтар.
Речникът Мериам-Уебстър дефинира l'enfant terrible като „обикновено млад и успешен човек, който е поразително неправолинеен, иновативен и авангарден“. 
Изразът се употребява отдавна в българския език. Например в спомените си Иван Вазов използва това определение за Стефан Стамболов 